# 断髪令 (朝鮮)
断髪令（だんぱつれい、단발령、タンバルリョン）は、1895年12月30日（旧暦11月15日）に朝鮮で出された、男性のまげを切らせる詔勅である。金弘集らが進めていた近代化政策である甲午改革、乙未改革の一環として行われたが、「身体、髪の毛、肌は父母から譲り受けたもので、傷つけないのが孝の始まりだ」という儒教の考えから反発が広まり、また断髪令は日本の真似だとして反日感情にも結びつき、乙未義兵が発生する原因にもなった。露館播遷後に、人心を収拾するため、断髪令は撤回された。